# Финал чемпионата мира по крикету 2011
Финал чемпионата мира по крикету 2011 — крикетный матч, в котором определился победитель 10-го чемпионата мира по крикету в формате однодневных международных матчей. Состоялся в субботу, 2 апреля 2011 года, на стадионе «Ванкхеде» в Мумбаи, в игре встретились сборные Индии и Шри-Ланки. В истории финалов чемпионата мира две азиатские команды встретились между собой впервые.
Турнир 2011 года стал десятым розыгрышем чемпионата мира по крикету, проводимого Международным советом крикета (ICC). Соревнования проходили с 19 февраля по 2 апреля 2011 года в Индии, Шри-Ланке и Бангладеш. В третий раз в истории чемпионат мира состоялся на Индийском субконтиненте. Из-за соображений безопасности Пакистан был лишён права проведения чемпионата, игры были перенесены в другие города. В чемпионате приняли участие 14 команд.
Индия во второй раз в своей истории стала чемпионом мира (впервые это произошло в 1983 году). Таким образом, индийская сборная стала третьей командой, которая выигрывала кубок более одного раза (наряду с Австралией и Вест-Индией). Впервые в истории команда, игравшая на домашнем стадионе, стала победителем (и второй раз в истории чемпионом стала команда-хозяин турнира: в 1996 году победу одержала Шри-Ланка на турнире, который проходил в трёх странах, но финал состоялся в Пакистане).
Впервые финальный матч прошёл в Мумбаи и во второй раз на территории Индии (впервые — в 1987 году, на «Иден Гарденс» в Калькутте). В финале 2011 года впервые в истории встретились две команды-хозяева чемпионата мира
Индия в третий раз вышла в финал чемпионата мира. Ранее, команда выиграла финал в 1983 году и проиграла в 2003. Шри-Ланка первый раз сыграла в финале чемпионата мира в 1996 году и стала тогда чемпионом мира, в 2007 она во второй раз вышла в финал, но проиграла. До финала 2011 года, Индия и Шри-Ланка встречались на чемпионатах мира семь раз. Четырежды выигрывала Индия, трижды — Шри-Ланка, ещё один матч завершился без результата. В однодневных международных матчах Индия одержала 75 побед, Шри-Ланка — 52, ещё 11 игр завершились без результата.
На пути к финалу в групповом этапе Индия потерпела одно поражение (против ЮАР), ещё один матч завершился ничьей (против Англии), все остальные игры выиграла. За исключением поражения от Пакистана, сборная Шри-Ланки выиграла все матчи. Шри-Ланка выиграла предматчевую жеребьёвку, капитан Кумар Сангаккара принял решение отбивать в первом иннингсе. Вплоть до 17-го овера набор очков происходил медленно, однако вышедшие отбивать Сангаккара и Махела Джаявардене вместе сумели принести своей команде, соответственно, 62 и 48 очков. После вывода из игры капитана Джаявардене продолжил набирать очки и сумел в финале отличиться сотней. До конца иннингса его калитка осталась в сохранности, его итоговый результат составил 103 рана. Большую часть очков он набрал в партнёрстве с Тхисала Перерой. Шри-Ланка завершила иннингс с результатом 274 пробега, отыграв все 50 оверов.
В начале индийского иннингса бэтсмен Вирендер Сехваг уже на втором мяче, поданном Ласитхом Малингой, был выведен из игры по правилу «нога перед калиткой», не набрав ни одного пробега. Вышедший на игру Сачин Тендулкар также не сумел принести своей команде много очков, будучи выведенным в начале седьмого овера после «кота» капитана Сангаккара с подачи Малинги. Следующие два бэтсмена, Гаутам Гамбхир и Вират Кохли, сумели в партнёрстве принести индийской сборной 83 пробега. После того, как в 22-м овере последний был выведен из игры, на позицию отбивающего вышел капитан Махендра Сингх Дхони, и на пару с Гамбхиром они принесли для Индии 109 очков. Это стало лучшим результатам индийцев в финалах чемпионата мира. Гамбхир был выведен из игры едва не дотянув до сотни (97 пробегов) — его калитка была разрушена Перерой. Индия прагматично стремилась к цели, и достигла её на 49-м овере. Лучшим игроком матча был признал Дхони, который отбил последний мяч и принёс Индии победные шесть пробегов. Капитан команды набрал в финале 91 ран. Лучшим игроком турнира был признан Юврадж Сингх.
Финал вызвал большой интерес. Президент Шри-Ланки Махинда Раджапакса, будучи известным крикетным энтузиастом, объявил, что посетит финальный матч вместе с сыновьями. Президент Индии Пратибха Патил также объявила, что посетит решающий матч чемпионата мира. Помимо 42 тысяч человек, следившими за финалом на стадионе «Ванкхеде», за игрой наблюдали около 135 миллионов телезрителей в Индии.

## Путь к финалу
| М | Команда | И | В | Н | П | РП     | О |
| - | ------- | - | - | - | - | ------ | - |
| 2 | Индия   | 6 | 4 | 1 | 1 | +0,900 | 9 |

| М | Команда   | И | В | НР | П | РП     | О |
| - | --------- | - | - | -- | - | ------ | - |
| 2 | Шри-Ланка | 6 | 4 | 1  | 1 | +2,582 | 9 |

Шри-Ланка вышла из группы A со второго места. Команда одержала четыре победы в шести играх, проиграла Пакистану, а матч с Австралией не был завершён из-за дождя. По очкам Шри-Ланка показала одинаковый результат с Австралией, но благодаря дополнительному показателю заняла второе место.
Индия играла в группе B и также завершила групповой раунд на втором месте, уступив ЮАР. За исключением матча против победителя группы, все остальные игры индийцы провели без поражений — четыре победы и одна ничья.
Шри-Ланка одержала разгромную победу над Англией в четвертьфинале, не потеряв ни одной калитки. Бэтсмены Тиллакаратне Дилшан и Упул Тхаранга отличились сотнями, а в партнёрстве показали рекорд чемпионатов мира при игре на «первой калитке». В полуфинале против Новой Зеландии борьба за выход в финал была более упорной, но Шри-Ланка одержала убедительную победу в пять калиток.
Индийские матчи в плей-офф вызвали высочайший интерес. В четвертьфинале против Австралии, действующих чемпионов мира, в Ахмадабаде индийские полевые не позволили набрать соперникам больше 260 очков. В своём иннингсе индийцы сумели удерживать необходимую для победы скорость набора пробегов, и достигли цели в 261 ран на 48-м овере. Полуфинал против Пакистана, с которым у Индии сложилось историческое ожесточённое противостояние, проходивший в Мохали, посетили премьер-министры обеих стран. В этом матче Индия отбивала в первом иннингсе, набрала 260 пробегов при 9 разрушенных калитках, но сумела одержать победу с преимуществом в 29 ранов и выйти в финал.

## Составы команд
Состав Индии почти не претерпел изменений после полуфинала против Пакистана. Из-за того, что боулер Ашиш Нехра сломал палец во время игры в поле и был заменён на Срисантха, потребовалось проводить замену подающего. Индия в ходе турнира отличалась сильными бэтсменами, и к финальному матчу было принято решение включить в состав семь бэтсменов и четыре боулера. Это стало возможно благодаря тому, что Юврадж Сингх мог играть как на позиции отбивающего, так и подающего, и он был способен отыграть всю положенную квоту в 10 оверов, что показывал в прошлых играх, включая полуфинал. Из «профильных» боулеров в состав Индии вошли Захир Хан, Мунаф Патель и Харбхаджан Сингх, показавшие прекрасную игру на протяжении турнира, а выбор среди пятого боулера предстояло делать между Нехрой, Пиюшем Чавлой и Равичандраном Ашвином. Капитан Махендра Сингх Дхони посчитал, что сборной лучше было бы иметь трёх силовых подающих. Это означало, что Срисантх должен был сыграть в финале. В сборную Индии, помимо трёх силовых подающих, вошли два спиннера — Харбхаджан и Юврадж. Также Дхони предполагал, что при необходимости несколько оверов смогут подавать непрофильные боулеры, в том числе Тендулкар, Райна и Сехваг.
После полуфинала Шри-Ланка произвела четыре замены в составе. Универсал Анджело Мэтьюз порвал сухожилие четырёхглавой мышцы и выбыл из состава сборной. Зная о том, что индийские игроки агрессивно играют с битой, возникла необходимость выбирать такого игрока, который мог бы лучше других участвовать в разрушении калиток. Спиннер Аджантха Мендис хорошо провёл турнир, но он имел плохую статистику в играх против Индии, в результате чего не вошёл в состав на финальную игру. Также из стартового состава выпал спиннер Рангана Хератх. Вместо них в состав вошли боулер Сурадж Рандив и бэтсмен Чамара Капугедера. В состав на финальный матч вернулись игравшие в первых играх чемпионата Нуван Куласекара и Тхисара Перера. Несмотря на полученные травмы, в составе остался сильный спиннер Муттайя Муралитхаран, который объявил, что закончит карьеру после чемпионата мира, и, таким образом, это будет его прощальный однодневный международный матч. К тому моменту с родной публикой на стадионе Премадаса в Коломбо, во время полуфинала, игрок уже попрощался.

## Матч

### Судьи
Полевыми судьями были назначены австралиец Саймон Тауфел и пакистанец Алим Дар, третьим судьёй стал Иэн Гулд. Тауфел являлся пятикратным обладателем приза лучшему арбитру, Дар выигрывал эту награду дважды. Из-за того, что Австралия четырежды подряд участвовала в финалах чемпионата мира, Тауфел не имел возможности судить в финалах ранее. Матчевым рефери был назначен Джефф Кроу, резервным — Стив Дэвис.
- Полевые судьи (англ. On-field umpires): Алим Дар (Пакистан) и Саймон Тауфел (Австралия)
- Третий судья (Third umpire): Иэн Гулд (Англия)
- Резервный судья (Reserve umpire): Стив Дэвис (Австралия)
- Матчевый рефери (Match referee): Джефф Кроу (Новая Зеландия)

### Предметчевая жеребьёвка
Во время предматчевой жеребьёвки (бросания монетки) из-за шума зрителей судья Джефф Кроу не смог расслышать шри-ланкийского капитана Кумара Сангаккара. Из-за этого пришлось повторять подбрасывание монетки, и эта ситуация привела к спорам Сангаккара выиграл повторное подбрасывание монетки и принял решение, что Шри-Ланка будет отбивать в первой половине финального матча.

### Шри-Ланкийский иннингс
В начале игры отличную подачу показывал Захир Хан, не позволяя шри-ланкийским бэтсменам набирать очки. Трижды подряд Хан провёл овер, не позволив соперникам набрать ни одного очка («мэйден»), также после его подачи была разрушена калитка Упула Тхаранги. Всего Захир Хан дал возможность соперникам набрать 6 пробегов в пяти оверах. В поле при этом ему помогали подбирать мячи Юврадж Сингх, Суреш Райна и Вират Кохли. Открывающий бэтсмен Шри-Ланки Тиллакаратне Дилшан был выведен из игры после того, как мяч Харбхаджана Сингха прямым попаданием поразил калитку. Вышедший на позицию отбивающего капитан Кумар Сангаккара продолжил играл в партнёрстве с Тхарангой, пока тот не был выведен из игры. Махела Джаявардене появился на поле, когда Шри-Ланка набрала 60 пробегов при двух разрушенных калитках (в 17-м овере). Сангаккара и Махела продолжили набирать очки, их партнёрство продолжилось до разрушения калитки Сангаккара, набравшего к тому моменту 48 пробегов. Вышедший вместо капитана Тхилан Самаравира набрал 21 очко за 34 подачи, после чего был выведен из игры по правилу «нога перед калиткой», подачу выполнял Юврадж Сингх. Первоначально судья принял противоположное решение и изменил его после того, как индийцы запросили видеоповтор. Чамара Капугедера, для которого финальный матч чемпионата мира стал первым на турнире, неудачно отбил поданный Захиром Ханом мяч в руки Райны, а затем покинул матч, набрав всего 1 пробег. Джаявардене же отличился в матче «сотней», так и не будучи выведенным из игры с результатом 103 пробега. В конце иннингса он играл в партнёрстве с Нуваном Куласекерой и Тхисала Перерой, и за последние 10 оверов шри-ланкийцы сумели набрать 91 пробег, причём 63 из них — в промежутке между 45 и 50 оверами. Иннингс завершился с результатом 274/6 для Шри-Ланки.

### Индийский иннингс
Индия начала свой иннингс обескураживающе, потеряв открывающего бэтсмена Вирендера Сехвага уже на второй подаче («нога перед калиткой»). Индиец не набрал в финальном матче ни одного очка, однако не остался без вклада в успех команды — именно он поймал мяч Упула Тхаранги в первом инингсе. Звезда сборной Индии Сачин Тендулкар выступил чуть лучше, но значительно ниже ожидаемого. Он был выведен из игры после того, как отбитый им мяч был пойман капитаном Сангаккарой с подачи Малинги. Тендулкар отыграл всего 31 подачу и набрал 18 очков. Набирать очки продолжили Вират Кохли и Гаутам Гамбхир, которые в партнёрстве стали успешно отбивать мячи и набирать пробеги. К моменту выведения из игры Кохли, Индия набрала 114 пробегов при 275 необходимых, а Гамбхир и Кохли на двоих набрали 83 пробега. Гамбхир неудачно отбил мяч от Сураджа Рандива, когда к тому моменту набрал 30 пробегов, но от выведения из игры его спасло то, что Нуван Куласекера не сумел удержать в руках пойманный мяч. В результате Гамбхир набрал 97 очков и был близок к «сотне», но был выведен из игры после точного попадания по калитке Тхисала Перера. Отмечается, что Гамбхир планировал отправить мяч к границам поля и получить за это 4 пробега, но промахнулся по мячу. К тому моменту вместо выведенного из игры Вирата Кохли на позиции отбиваюшего был капитан Махендра Сингх Дхони. В партнёрстве с Гамбхиром они набрали 109 очков. Гамбхир вышел на позицию под пятым номером в списке отбивающих, хотя под этим номером ранее играл Юврадж Сингх. Идея состояла в том, чтобы одновременно на питче находились и праворукий, и леворукий бэтсмены, тогда как Кохли и Дхони были праворукики, а Гамбхир и Юврадж — леворукими. Два разных бэтсмена, по мнению Дхони, должны были усложнить игру шри-ланкийским боулерам. Решение капитана сработало, и в партнёрстве Гамбхир и Дхони отличились большим количеством ударов к границам площадки. После разрушения калитки Гамбхира Индия превзошла по графику набора очков соперника, и ей было необходимо набирать 52 пробега за 52 подачи. Вышедший на поле Юврадж Сингх продолжил набирать очки с Дхони и приближать победу Индии. За 11 оставшихся мячей индийцам необходимо было набрать всего четыре очка. Матч завершился на следующей же подаче, когда после броска Нувана Куласекера капитан Дхони отбил мяч за границы поля, принеся индии шесть пробегов и второй в истории титул чемпионов мира по крикету. Дхони завершил матч, набрав 91 пробег за 79 мячей, так и не будучи выведенным из игры. Особенностью матчей в Индии является образование росы ближе к вечеру, в результате чего мяч становится скользким и тяжело контролируемым. Это было учтено капитаном Шри-Ланки, который принял решение отбивать в первой половине (днём), но победу всё равно одержала Индия. Индия при этом установила рекорд по успешно достигнутому в финалах чемпионата мира целевому количеству очков — 274
По результатам турнира лучшими бэтсменами чемпионата мира стали участники финального матча. Тиллекаратне Дилшан набрал 500 пробегов, стал лучшим на турнире. Сачин Тендулкар занял второе место в списке бэтсменов (482), Кумар Сангаккара — третье (465).

### Матч
| 2 апреля 2011 14:30 (D/N) Отчёт |

| Шри-Ланка 274/6 (50 оверов)                                | v | Индия 277/4 (48.2 оверов)                              |
| Махела Джаявардене 103* (88) Юврадж Сингх 2/49 (10 оверов) |   | Гаутам Гамбхир 97 (122) Ласитх Малинга 2/42 (9 оверов) |

- Шри-Ланка победила в жеребьёвке и приняла решение отбивать в первом иннингсе

#### Первый иннингс
| Шри-Ланка              | Шри-Ланка              | Шри-Ланка | Шри-Ланка | Шри-Ланка | Шри-Ланка | Шри-Ланка | Шри-Ланка |
| Бэтсмен                | Выбывание из игры      | П         | М         | 4         | 6         | S/R       |           |
| ---------------------- | ---------------------- | --------- | --------- | --------- | --------- | --------- | --------- |
| Упул Тхаранга          | c Сехваг b Хан         | 2         | 20        | 0         | 2         | 10,00     |           |
| Тиллакаратне Дилшан    | b Харбхаджан Сингх     | 33        | 49        | 3         | 0         | 67,34     |           |
| Кумар Сангаккара       | c Дхони b Юврадж Сингх | 48        | 67        | 5         | 0         | 71,64     |           |
| Махела Джаявардене     | не выбыл               | 103       | 88        | 13        | 0         | 117,04    |           |
| Тхилан Самаравира      | lbw b Юврадж Сингх     | 21        | 34        | 2         | 0         | 61,76     |           |
| Чамара Капугедера      | c Райна b Хан          | 1         | 5         | 0         | 0         | 20,00     |           |
| Нуван Куласекера       | ран-аут (Дхони)        | 32        | 30        | 1         | 1         | 106,66    |           |
| Тхисара Перера         | не выбыл               | 22        | 9         | 3         | 1         | 244,44    |           |
| Ласитх Малинга         |                        |           |           |           |           |           |           |
| Сурадж Рандив          |                        |           |           |           |           |           |           |
| Муттайя Муралитхаран   |                        |           |           |           |           |           |           |
| Дополнительные пробеги | (b 1, lb 3, w 6, nb 2) | 12        |           |           |           |           |           |
| Всего                  | (6 калиток; 50 оверов) | 274       |           | 27        | 2         |           |           |

Разрушения калиток: 1/17 (Тхаранга, 6.1 ов.), 2/60 (Дилшан, 16.5 ов.), 3/122 (Сангаккара, 27.5 ов.), 4/179 (Самаравира, 38.1 ов.), 5/182 (Капугедера, 39.5 ов.), 6/248 (Куласекера, 47.6 ов.).
| Индия            | Индия | Индия | Индия | Индия | Индия | Индия | Индия |
| Боулер           | О     | М     | П     | К     | Экон. | У     | Н     |
| ---------------- | ----- | ----- | ----- | ----- | ----- | ----- | ----- |
| Захир Хан        | 10    | 3     | 60    | 2     | 6,00  | 1     | 0     |
| Срисантх         | 8     | 0     | 52    | 0     | 6,50  | 0     | 2     |
| Мунаф Патель     | 9     | 0     | 41    | 0     | 4,55  | 1     | 0     |
| Харбхаджан Сингх | 10    | 0     | 50    | 1     | 5,00  | 1     | 0     |
| Юврадж Сингх     | 10    | 0     | 49    | 2     | 4,90  | 0     | 0     |
| Сачин Тендулкар  | 2     | 0     | 12    | 0     | 6,00  | 3     | 0     |
| Вират Кохли      | 1     | 0     | 6     | 0     | 6,00  | 0     | 0     |

#### Второй ининнгс
| Индия                  | Индия                    | Индия | Индия | Индия | Индия | Индия  | Индия |
| Бэтсмен                | Выбывание из игры        | П     | М     | 4     | 6     | S/R    |       |
| ---------------------- | ------------------------ | ----- | ----- | ----- | ----- | ------ | ----- |
| Вирендер Сехваг        | lbw b Малинга            | 0     | 2     | 0     | 0     | 0,00   |       |
| Сачин Тендулкар        | c Сангаккара b Малинга   | 18    | 14    | 2     | 0     | 128,57 |       |
| Гаутам Гамбхир         | b Перера                 | 97    | 122   | 9     | 0     | 79,50  |       |
| Вират Кохли            | c & b Дилшан             | 35    | 49    | 4     | 0     | 71,42  |       |
| Махендра Сингх Дхони   | не выбыл                 | 91    | 79    | 8     | 2     | 115,18 |       |
| Юврадж Сингх           | не выбыл                 | 21    | 24    | 2     | 0     | 87,50  |       |
| Суреш Райна            |                          |       |       |       |       |        |       |
| Харбхаджан Сингх       |                          |       |       |       |       |        |       |
| Захир Хан              |                          |       |       |       |       |        |       |
| Мунаф Патель           |                          |       |       |       |       |        |       |
| Срисантх               |                          |       |       |       |       |        |       |
| Дополнительные пробеги | (b 1, lb 6, w 8)         | 15    |       |       |       |        |       |
| Всего                  | (4 калитки; 48.2 оверов) | 277   |       | 25    | 2     |        |       |

Разрушения калиток: 1/0 (Сехваг, 0.2 ов.), 2/31 (Тендулкар, 6.1 ов.), 3/114 (Кохли, 21.4 ов.), 4/223 (Гамбхир, 41.2 ов.).
| Шри-Ланка            | Шри-Ланка | Шри-Ланка | Шри-Ланка | Шри-Ланка | Шри-Ланка | Шри-Ланка | Шри-Ланка |
| Боулер               | О         | М         | П         | К         | Экон.     | У         | Н         |
| -------------------- | --------- | --------- | --------- | --------- | --------- | --------- | --------- |
| Ласитх Малинга       | 9         | 0         | 42        | 2         | 4,66      | 2         | 0         |
| Нуван Куласекера     | 8.2       | 0         | 64        | 0         | 7,68      | 3         | 0         |
| Тхисара Перера       | 9         | 0         | 55        | 1         | 6,11      | 2         | 0         |
| Сурадж Рандив        | 9         | 0         | 43        | 0         | 4,77      | 0         | 0         |
| Тиллакаратне Дилшан  | 5         | 0         | 27        | 1         | 5,40      | 1         | 0         |
| Муттайя Муралитхаран | 8         | 0         | 39        | 0         | 4,87      | 1         | 0         |

## Церемония награждения и празднование победы
В связи с тем, что чемпионат мира для Индии был домашним, празднование было особенным. Значительно выделялась поддержка индийской сборной на стадионе, включая организованных болельщиков. После матча капитан проигравшей команды Кумар Сангаккара отметил прекрасную игру индийских бэтсменов и предположил, что для навязывания борьбы нужно было набирать около 350 очков. Капитан индийцев Махендра Сингх Дхони сказал, что был дополнительно мотивирован показать хорошую игру ещё и потому, что принял неоднозначные решения при выборе состава финального матча (в частности, заменив Ашвина на Срисантха, а также изменив порядок бэтсменов, подняв себя выше Ювраджа). Дхони был признан лучшим игроком матча за высокую результативность под высочайшим давлением. Лучшим игроком турнира был признан Юврадж Сингх за показанную им игру на любых позициях — и с битой, и в поле.
После церемонии награждения индийская сборная радовалась победе, пронося Кубок мира под брызгами шампанского и потоком конфетти. Многие индийские игроки, в том числе Харбхаджан Сингх, Сачин Тендулкар и Юврадж Сингх, не могли сдержать слёз счастья. Сачин Тендулкар, который под закат своей карьеры сумел завоевать недостающий трофей, был удостоен того, что товарищи по сборной на руках пронесли его вокруг стадиона. Того же удостоился и тренер индийской сборной, Гари Кёрстен. Вират Кохли, комментируя отданную дань уважения Тендулкару, сказал, что «он [Тендулкар] нёс бремя нации 21 год, и пришло время его пронести на наших плечах». Гаутам Гамбхир посвятил победу жертвам атаки на Мумбаи 2008 года и защищавшим Индию солдатам. Празднования продолжились в отеле, где жили индийские игроки. Жители Индии по всей стране запускали фейерверки, празднуя победу своей сборной

## Трансляции
Финальный матч транслировали в Индии через ESPN Star Sports, Doordarshan и DD National. В Шри-Ланке матч показывали на канале компании Sri Lanka Rupavahini Corporation.
Рейтинговые агентства TAM и aMap отметили, что за игрой следили около 135 миллионов человек в Индии, в том числе 67,6 миллионов следили за игрой по кабельному или спутниковому телевидению В среднем, в 13,6 процентах домов, оснащёнными телевидением, следили за финалом чемпионата мира. Ближе к концу матча за игрой наблюдали почти 21,44 %
.

## После матча

### Реакция в Шри-Ланке
Хотя болельщики Шри-Ланки были разочарованы результатом, они сплотились вокруг команды и тепло встретили вернувшуюся домой сборную. За выход в финал сборная Шри-Ланки была принята с поздравлениями, так как это был действительно прекрасным выступлением на чемпионате мира. К тому же бэтсмен Тиллекаратне Дилшан стал лучшим отбивающим турнира, обойдя даже Сачина Тендулкара. Прездиент Шри-Ланки Махинда Раджапакса тепло принял игроков с их семьями в своей резиденции.

### Реакция в Индии
Индийские болельщики восторженно встретили победу сборной и игру Индии. Празднования по всей Индии продлились до конца выходных. Президент Пратибха Патил приняла индийских игроков и их семьи в своей резиденции в Мумбаи. Несмотря на это, большого парада на автобусе проведено не было из-за того, что уже 8 апреля стартовала Индийская премьер-лига и оставалось мало времени на подготовку к новому сезону.

### Призы индийским игрокам
Сборная Индии и её игроки были удостоены различных наград как от государственных, так и частных организаций за победу на чемпионате мира.
- Совет контроля за крикетом Индии выплатил каждому игроку сборной Индии по 20 миллионов индийских рупий, а также по 5 и 2,5 миллионов рупий различным официальным членам сборной[27].
- Махендра Сингх Дхони получил 20 миллионов рупий от правительства Дели, ещё по 10 миллионов были вручены игрокам из Дели[28]
- Правительство штата Гуджарат вручило Мунафу Пателю и Юсуфу Патхану высшую спортивную награду штата — Эклавья [29].
- Правительство штата Пенджаб вручило по 10 миллионов рупий Харбхаджану Сингху и Ювраджу Сингху[30]
- Правительство штата Махараштра вручило по 10 миллионов рупий Сачину Тендулкару и Захиру Хану[31].
- Правительство штата Карнатака вручило по 2,5 миллионов рупий каждому игроку индийской сборной[32].
- Дхони предложили участок с резиденцией в Уттаракханде, также в его честь в Массурли будет построен павильон[33]
- Риэлторская фирма подарила сборной Индии виллы на сумму 90 миллионов рупий[34].

### Изменения в сборной Шри-Ланки
Спустя несколько дней после окончания турнира, капитан Кумар Сангаккара объявил, что уходит с поста капитана сборной в матчах формата однодневных международных и Твенти20. Он заявил, что к следующему чемпионату мира ему будет 37 лет и он не уверен, что его форма позволит быть на пике форме, и скорее всего, кто-то другой сможет показать лучшие результаты. В то же время он заявил, что останется капитаном на грядущие игры в Австралии и Англии, если не получится выбрать нового капитана для сборной. Спустя сутки Махела Джаявардене отказался от вице-капитанства, а Арравинда де Силва подал в отставку с поста Председателя отборочной комиссии.

## Обвинения в договорных матчах
В июле 2017 года бывший капитан Арджуна Ранатунге сделал серьёзные заявления о том, что финал чемпионата мира стал договорным матчем Он потребовал провести расследования событий, связанных с финальным матчем. К этому призыву присоединился и бывший министр спорта Шри-Ланки Махиндананда Алутхгамаге, поддержавший обвинения Ранатунге. Несмотря на это, спустя три года полиция приостановила расследования из-за отсутствия доказательств, а затем Международный совет крикета отклонил претензии Ранатунги и Алтхугамаге, связанные с сообщениями о вероятном договорном матче .

## В культуре
Матч был упомянут в биографических фильмах об игроках индийской сборной. В 2016 году на экраны вышел художественный фильм о жизни капитана Махендры Сингха Дхони — M.S. Dhoni : The Untold Story (Махендра Сингх Дхони — Нерассказанная история). Роль Дхони исполнил Сушант Сингх Раджпут.
Матч также был упомянут в документальном фильме о карьере Сачина Тендулкара — Sachin: A Billion Dreams.